# 阿歷克斯·古德
阿歷克斯·古德（英語：Alex Goode；1988年5月7日—）是一位英格蘭橄欖球運動員。他是英格蘭國家橄欖球隊的一員，代表英格蘭參加了2015年世界盃橄欖球賽。